# Акжаркын
Акжаркын (каз. Ақжарқын, до 2009 г. — Совхозное) — село в Акжарском районе Северо-Казахстанской области Казахстана. Административный центр Акжаркынского сельского округа. Код КАТО — 593445100.
Вблизи села проходит автомобильная дорога А-13 «Кокшетау — Бидайык (Казахстано-Российская граница)».

## Население
В 1999 году население села составляло 909 человек (457 мужчин и 452 женщины). По данным переписи 2009 года, в селе проживало 699 человек (344 мужчины и 355 женщин).